# Distretto di Chuquibambilla
Il distretto di Chuquibambilla è un distretto del Perù nella provincia di Grau (regione di Apurímac) con 5.490 abitanti al censimento 2007 dei quali 2.612 urbani e 2.878 rurali.
È stato istituito fin dall'indipendenza del Perù.